# Hydropsyche cuanis
Hydropsyche cuanis är en nattsländeart som beskrevs av Ross 1938. Hydropsyche cuanis ingår i släktet Hydropsyche och familjen ryssjenattsländor. Inga underarter finns listade i Catalogue of Life.